# Ludwig Hellner
Ludwig Hellner (* 2. Dezember 1791 in Jeinsen; † 2. August 1862 in Hannover; vollständiger Name: Friedrich August Ludwig Hellner) war ein deutscher Architekt. Er arbeitete ab 1822 als Konsistorialbaumeister für das evangelisch-lutherische Konsistorium in Hannover.

## Leben
Hellner war ein Sohn des Zimmermeisters Johann Christoph Hellner und Bruder des in Karlsruhe tätigen Architekten Johann Christoph Hellner. Hellners Sohn Georg Friedrich Hellner (* 28. September 1825 in Hannover; † 28. April 1860 ebenda) wurde ebenfalls Architekt.
Seine Ausbildung erhielt er bei Friedrich Weinbrenner in Karlsruhe. Seit etwa 1820 lebte er wieder in Hannover, wo ihm 1821 das Bürgerrecht verliehen wurde. 1822 erhielt er die vorläufige, 1824 die endgültige Anstellung beim Konsistorium in Hannover. Anfangs arbeitete er nur als Revisor. Hellner entwarf in seiner vierzigjährigen Amtszeit zahlreiche, meist klassizistische Kirchenbauten. Am 15. Oktober 1856 erhielt er den Titel eines Konsistorialbaumeisters.
Er starb 1862 und wurde auf dem Neustädter Friedhof in Hannover beigesetzt. Sein Nachfolger wurde Conrad Wilhelm Hase.

## Werk (unvollständig)

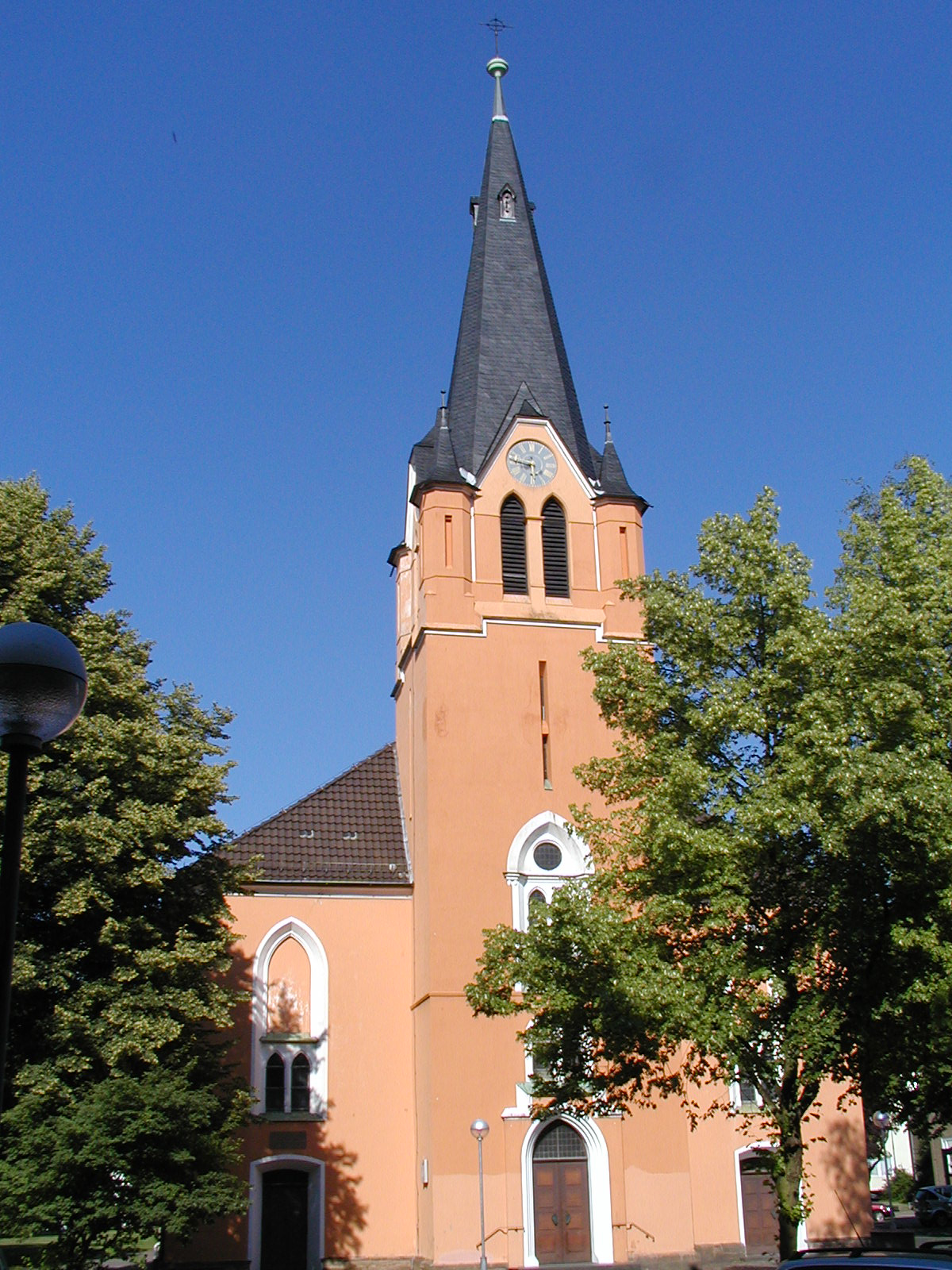
St. Marien, Hannover-Hainholz

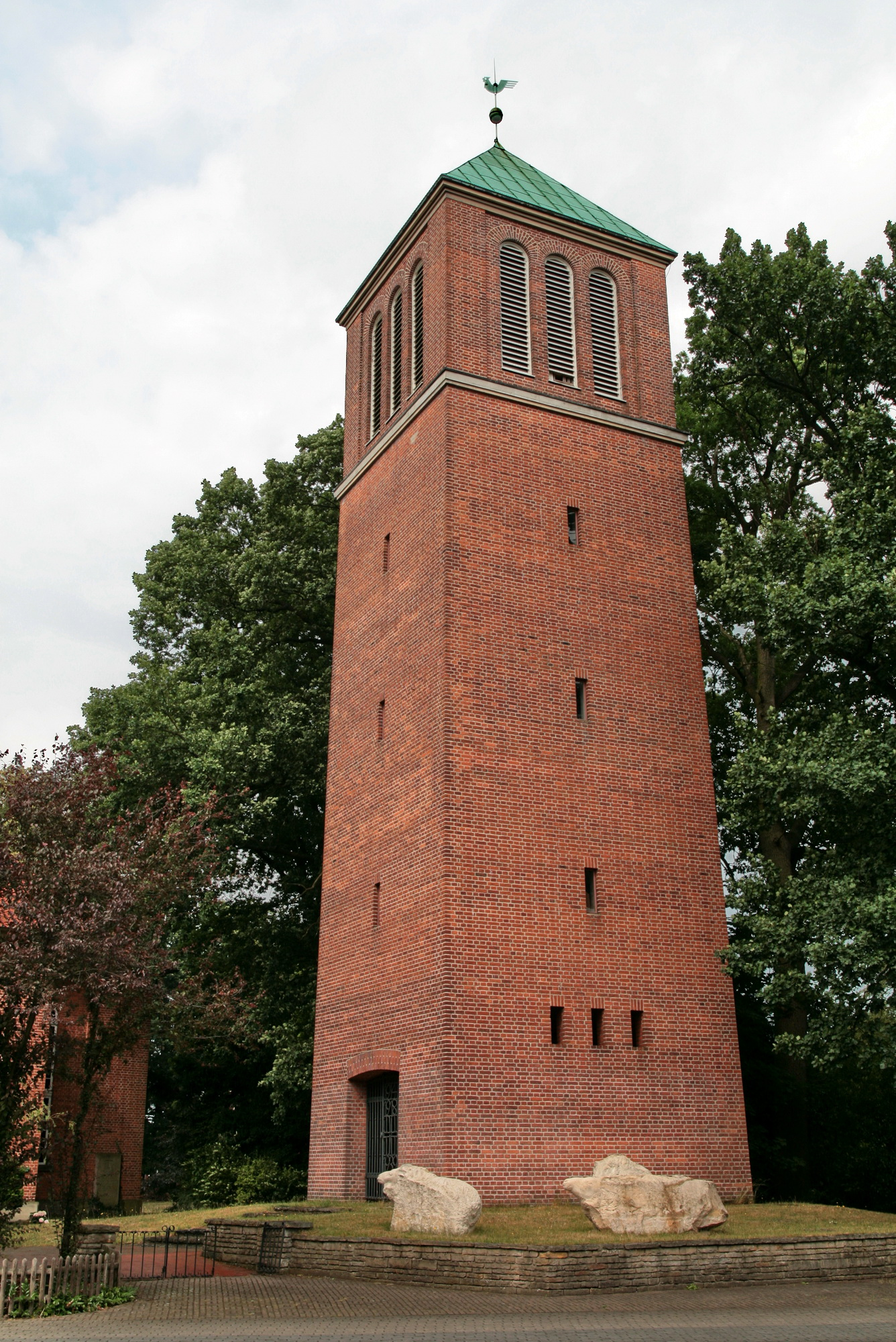
Einzeln stehender Turm der St.Laurentius-Kirche, Nienhagen

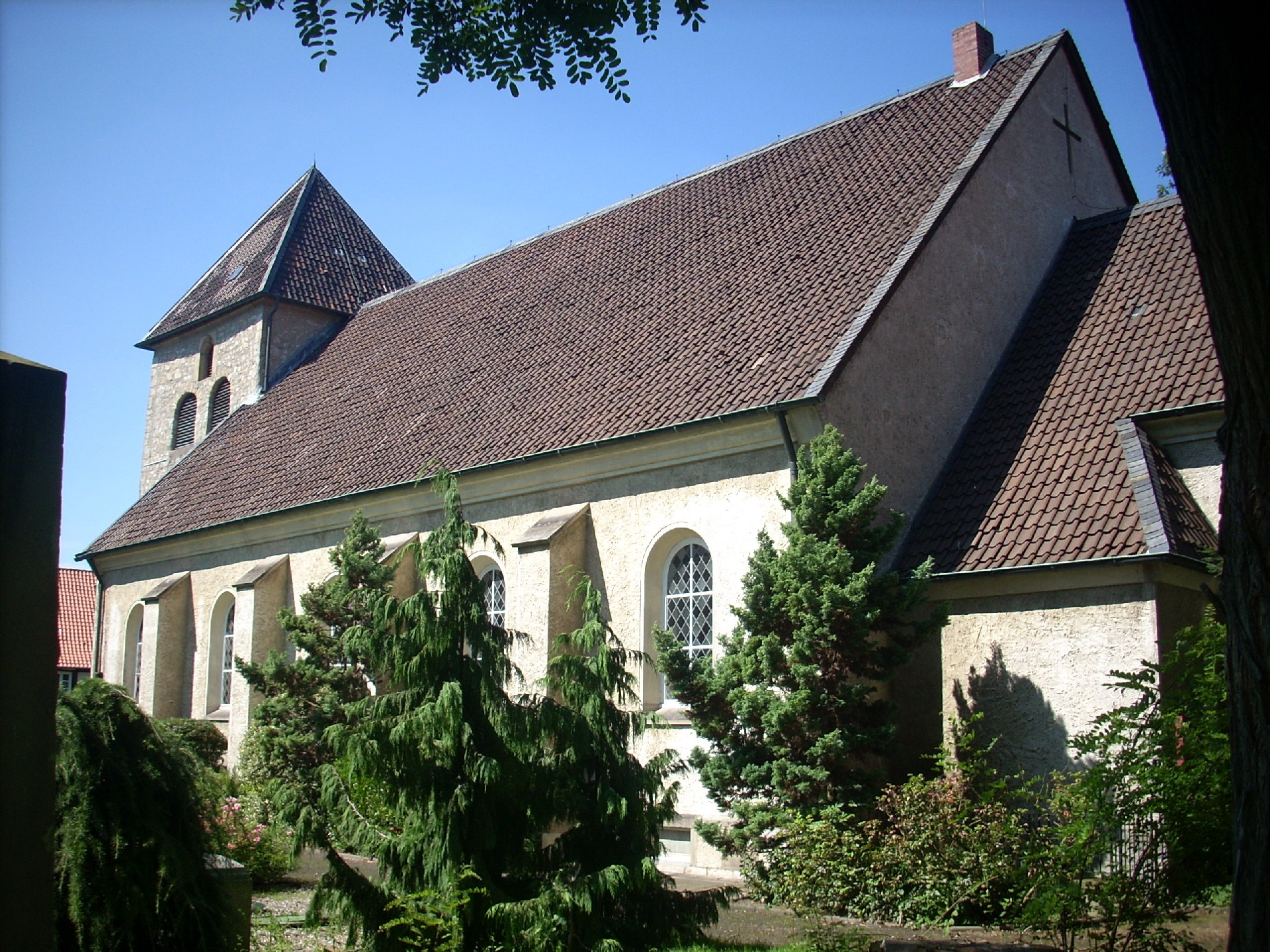
St. Andreas, Groß Lobke

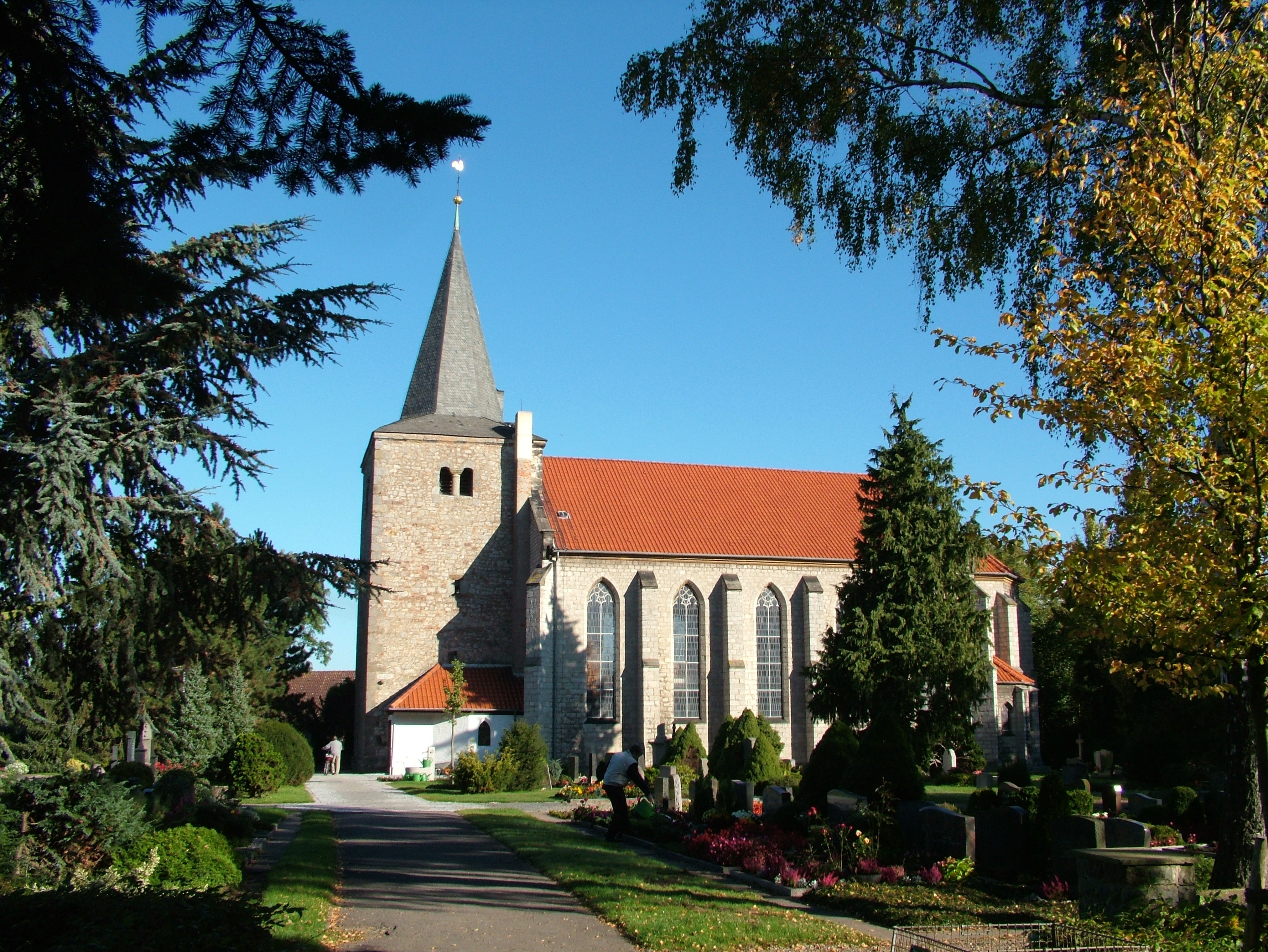
St. Johannis, Nordstemmen

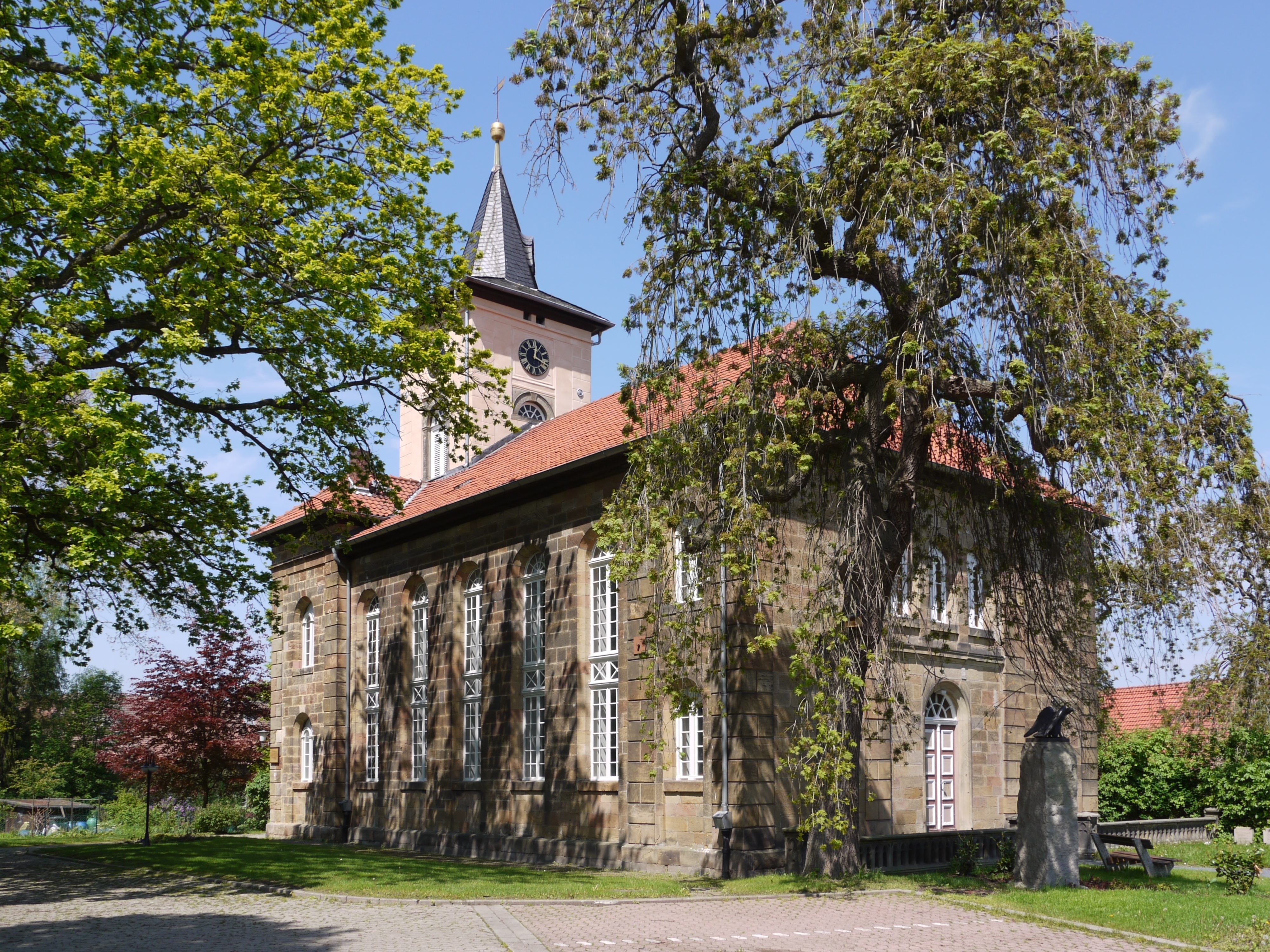
Christuskirche, Salzgitter-Gitter

Von Ludwig Hellner sind etwa 462 Bauprojekte bekannt, darunter
- Hannover-Hainholz, St.-Marien-Kirche (1826–1828)
- Bakede, St. Nicolai (Bakede), (1828–1829)
- Stolzenau, St. Jacobi (Stolzenau), (1828–1830)
- Groß-Solschen, St. Pankratius (Solschen) (1828–1832)
- Oiste, Kirche, ev.-luth. Kirche (1825–1827)
- Schönhagen, Kirche Schönhagen, ev.-luth. Kirche (1822–1831)
- Brockum, Kirche (Brockum), ev.-luth. Kirche (1831–1833, 1971 abgebrochen)
- Kirchdorf, St. Nikolai, (1829–1832)
- Didderse, St. Viti (Didderse) (1832–1834)
- Abbensen, Kirche (Abbensen (Edemissen)), ev.-luth. Kirche (1834–1835)
- Bodenteich, St.-Petri-Kirche (Bad Bodenteich) (1834–1836)
- Kirchweyhe, Georgskirche (Kirchweyhe), ev.-luth. Kirche (1833–1836)
- Oesselse, St. Nicolai (Oesselse), (1835–1837)
- Bienenbüttel, St. Michaelis, (1836–1838)
- Rethem (Aller), Marienkirche, (1834–1839)
- Münstedt, Kirche Münstedt, ev.-luth. Kirche (1838–1839)
- Eddesse, St. Bernward (Eddesse) (1837–1839)
- Bergen an der Dumme, Pauluskirche (Bergen an der Dumme), (1836–1839)
- Bülitz, Kirche (Bülitz), ev.-luth. Kirche (1837–1839)
- St. Vitus (Rätzlingen), ev.-luth. Kirche (1838)
- Dransfeld, St. Martin (Dransfeld), (1839–1841)
- Empelde, Kapelle Empelde, (1842)
- Brome, St. Marien (Brome), (1840–1842)
- Brinkum, Kirche Zum Heiligen Kreuz (Brinkum) (1842)
- Jesteburg, St. Martin (Jesteburg)
- Nienhagen, St. Laurentius
- Niedernstöcken, St. Gorgonius (Niedernstöcken), (1841)
- Gestorf, St. Marien (Gestorf), Umbau (1842–1843)
- Deinsen, St. Nicolai (Deinsen), (1843)
- Obershagen, St. Nicolai (Obershagen), (1843–1844)
- Garbsen, ev.-luth. Kirche (Garbsen)
- Himbergen, Kirche (Himbergen), ev.-luth. Kirche (1842–44)
- Gitter am Berge, Christuskirche (Salzgitter-Gitter) ev.-luth. Kirche (1844–46)
- Gielde, Kirche Gielde, ev.-luth. Kirche (1847)
- Bettrum, St. Martini (Bettrum), (1848–49)
- Brelingen, Kirche (Brelingen), ev.-luth. Kirche (1848–49)
- Walsrode, Stadtkirche St. Johannis (Walsrode), (1847–49)
- Stiepelse, Marienkapelle (Stiepelse), ev.-luth. Kirche (1852)
- Suderbruch, St. Katharinen (Suderbruch) (1851–1852)
- Esens, St.-Magnus-Kirche (Esens), (1847–1854)
- Molzen, Marienkirche, (1852–1855)
- Scharzfeld, St. Thomas (Scharzfeld), (1852–1855)
- Meine, St. Stephani (Meine), (1853–1855)
- Eimsen, St. Pankratius (Eimsen), (1855–1857)
- Colnrade, St. Marien (Colnrade), (1856–1857)
- Mandelsloh, St. Osdag, Planung für einen Umbau (nicht durchgeführt)
- Nordstemmen, St. Johannis (Nordstemmen), (1856–1862)
- Lutterhausen, Kirche Lutterhausen (1857–1859)
- Sudheim, St. Nicolai (Sudheim), (1858–1859)
- Elbingerode (Harz), zwei Schulen (1858–1859)
- Groß Lobke, St. Andreas (Groß Lobke), (1861–1863)